# Oxygène actif
 (février 2024).
Si vous disposez d'ouvrages ou d'articles de référence ou si vous connaissez des sites web de qualité traitant du thème abordé ici, merci de compléter l'article en donnant les références utiles à sa vérifiabilité et en les liant à la section « Notes et références ».
L'oxygène actif est une appellation commune de plusieurs produits dégageant de l'oxygène singulet, utilisés notamment pour la purification de l'eau des piscines. Les plus courants sont l'eau oxygénée (H2O2, forme liquide), le permanganate de potassium (KMnO4) et le sel triple du monopersulfate de potassium (H3K5O18S4, poudre ou pastilles blanches).
Ces produits ont l'avantage de tuer les micro-organismes par oxydation, sans dégager de sous-produits toxiques. Si la dilution recommandée est respectée, ils n'irritent pas la peau, les yeux ni les muqueuses et ne modifie pas le pH de l'eau. Leur efficacité est cependant limitée dans le temps, obligeant à renouveler l'opération régulièrement, et la quantité de produit à utiliser est plus importante que pour le chlore (meilleur marché mais toxique) ; ils sont donc surtout utilisés pour les petits bassins ou pour les traitements de choc en cas de prolifération d'algues. Leur efficacité est réduite pour les eaux chaudes (telles que celles des spas) ou lorsque le pH n'est pas compris entre 7 et 7,6.